# Truck Racing

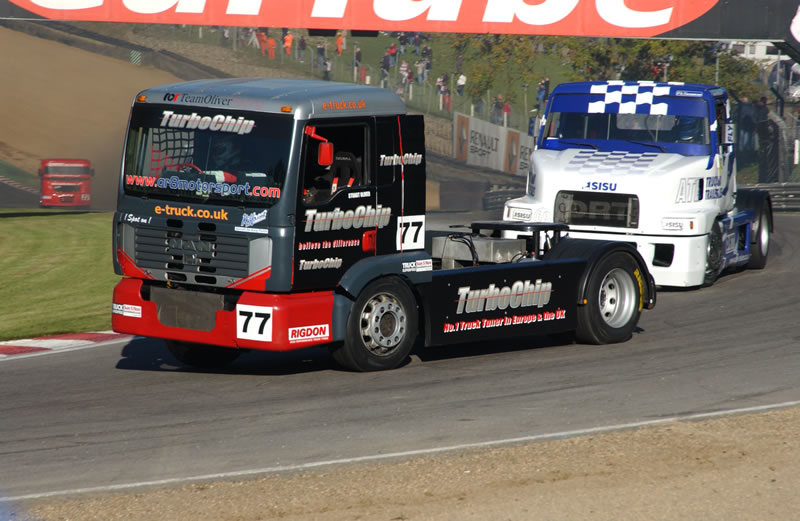
Truck racing, här på Brands Hatch.

Truck Racing eller truckracing är en tävling med lastbilar på racingbana enligt racingregler. Det som utmärker truckracing är att alla lastbilar har en begränsad topphastighet på 160 km/h. Lastbilarna har dessutom med sig vatten som under inbromsning sprutas på bromsarna för att kyla dessa.
Truckracing organiseras i Sverige av SBF och internationellt av FIA. Man tävlade sedan 1994 i två klasser då reglerna förändrades. Klasserna var Racetrucks och Superracetrucks men från 2005 har de båda klasserna har slagits ihop och bildat ett mellanting av dessa i EM. Däremot finns en lägre klass med bilar av mer varierande slag, till exempel äldre bilar eller mindre avancerade bilar. Dessa bilar tävlar i en engelsk och en fransk cup.